# КМФ Смедерево
КМФ Смедерево је српски клуб малог фудбала из Смедерева. Клуб се тренутно такмичи у Првој футсал лиги Србије, првом рангу такмичења.

## Историја клуба
Клуб је основан 2002. године под именом КМФ Арена. 2010. године долази до фузије са КМФ Коцка Аматерс из Врњачке Бање, где је новонастали клуб преузео историју Коцке Аматерс, али је седиште клуба премештено у Смедереву. Сезоне 2010/11. клуб је играо Прву футсал лигу Србије под именом КМФ Арена.
КМФ Коцка Аматерс је основан 23. августа 2007. године у Врњачкој Бањи. Након двогодишњег учешћа у нижим ранговима, клуб је изборио пласман у Прву лигу Србије у малом фудбалу. Сезоне 2009/10. тим игра дебитантску сезону у највишем рангу и упркос финансијским проблемима, клуб обезбеђује опстанак у грчевитој борби, заузимањем 9. места са освојених 17 бодова.
Услед јако лоше финансијске ситуације (недостатак спонзора и материјалних средстава) долази до поменуте фузије са КМФ Ареном из Смедерева. Сезону 2010/11. клуб завршава на јако добром 7. месту са освојених 37 бодова (4 тима је имало исти број бодова (37), али је КМФ Арена имала најлошију гол разлику). У конкуренцији од 14 клубова, остварен је резултат од 11 победа, 4 ремија и 11 пораза. У купу Србије стигли до полуфинала где их је избацила екипа Марбо Интермецо која је касније освојила трофеј.
20. јула. 2011. године клуб мења име у КМФ Смедерево.

### Имена клуба кроз историју
| Година     | Клуб (насеље)                                                                            |
| ---------- | ---------------------------------------------------------------------------------------- |
| 2002—2010. | КМФ Арена (Смедерево)                                                                    |
| 2010—2011. | КМФ Арена (Смедерево) — фузијом КМФ Арене (Смедерево) и КМФ Коцке Аматерс (Врњачка Бања) |
| 2011—      | КМФ Смедерево (Смедерево)                                                                |

## Резултати клуба у последњим годинама
| Сезона   | Ранг | Лига                    | Позиција          | ОУ | ПБ | Н | ПР | ДГ  | ПГ | ГР  | Бод. | Куп                        | Клуб          |
| -------- | ---- | ----------------------- | ----------------- | -- | -- | - | -- | --- | -- | --- | ---- | -------------------------- | ------------- |
| 2010/11. | 1    | Прва футсал лига Србије | 7.                | 26 | 11 | 4 | 11 | 89  | 96 | -7  | 37   | Куп Србије — Полуфинале    | КМФ Арена     |
| 2011/12. | 1    | Прва футсал лига Србије | 4.1 (3.3)         | 28 | 10 | 3 | 15 | 72  | 98 | -26 | 33   | Куп Србије — ?             | КМФ Смедерево |
| 2012/13. | 1    | Прва футсал лига Србије | 7.                | 18 | 6  | 2 | 10 | 37  | 55 | -18 | 20   | Куп Србије — ?             | КМФ Смедерево |
| 2013/14. | 1    | Прва футсал лига Србије | 4.                | 18 | 8  | 5 | 5  | 56  | 53 | +3  | 29   | Куп Србије — Четвртфинале  | КМФ Смедерево |
| 2014/15. | 1    | Прва футсал лига Србије | Полуфинале2 (4.3) | 22 | 12 | 0 | 10 | 77  | 75 | +2  | 36   | Куп Србије — ?             | КМФ Смедерево |
| 2015/16. | 1    | Прва футсал лига Србије | 3.                | 22 | 15 | 3 | 4  | 103 | 65 | +38 | 48   | Куп Србије — Осмина финала | КМФ Смедерево |

ОУ = Одигране утакмице; ПБ = Победе; Н = Нерешено; ПР = Порази; ДГ = Дати голови; ПГ = Примљени голови; ГР = Гол разлика; Бод. = Бодови
Напомене:
1 Плеј-оф (Играло се свако са сваким — по две утакмице) 
2 Плеј-оф (Играло се полуфинале и финале — по две утакмице. У полуфиналу је играо 4. клуб са 1. и 3. са 2.)
3 Лигашки део такмичења